# Bussy-Albieux
 Bussy-Albieux  es una población y comuna francesa, situada en la región de Ródano-Alpes, departamento de Loira, en el distrito de Montbrison y cantón de Boën.

## Demografía
| 474 | 486 | 478 | 434 | 448 | 441 |
| Para los censos de 1962 a 1999 la población legal corresponde a la población sin duplicidades (Fuente: INSEE [Consultar]) |     |     |     |     |     |